# 金松寺 (松本市)
金松寺（きんしょうじ）は、長野県松本市にある曹洞宗の寺院。山号は万年山。本尊は聖観世音菩薩。

## 概要
金松寺山の東麓に位置する。寺伝では、開基は住吉荘の開発領主西牧氏で、創建当初は真言宗、のちに夢窓疎石によって臨済宗となった。明応元年（1492年）に伊那郡澄心寺（箕輪町）の学叟和尚を中興開山として曹洞宗となり、弘治2年（1556年）武田信玄により再興された。天正10年（1582年）小笠原貞慶が定納50貫文を寄進し、のちに石川康長が10石を安堵した。江戸時代には「十石桜」と称する桜並木が有名であった。明治4年（1871年）廃仏毀釈により廃寺となり、本尊は澄心寺に移された。同12年（1879年）に再興、同18年（1885年）旧寺域の東約300mの現在地に本堂が再建され、鐘楼も建立された。平成12年（2000年）に本堂を改築した。

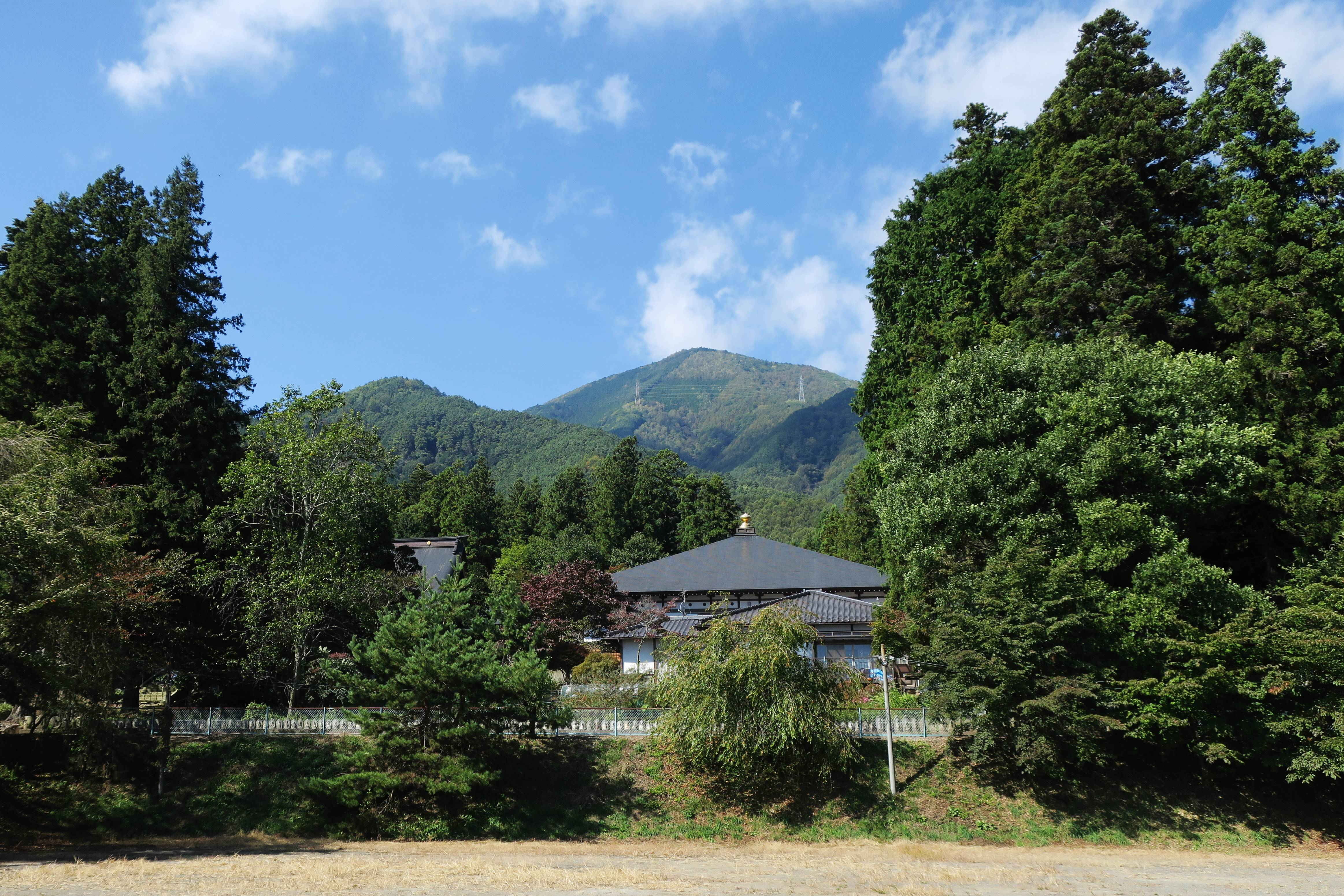
金松寺山に臨む金松寺
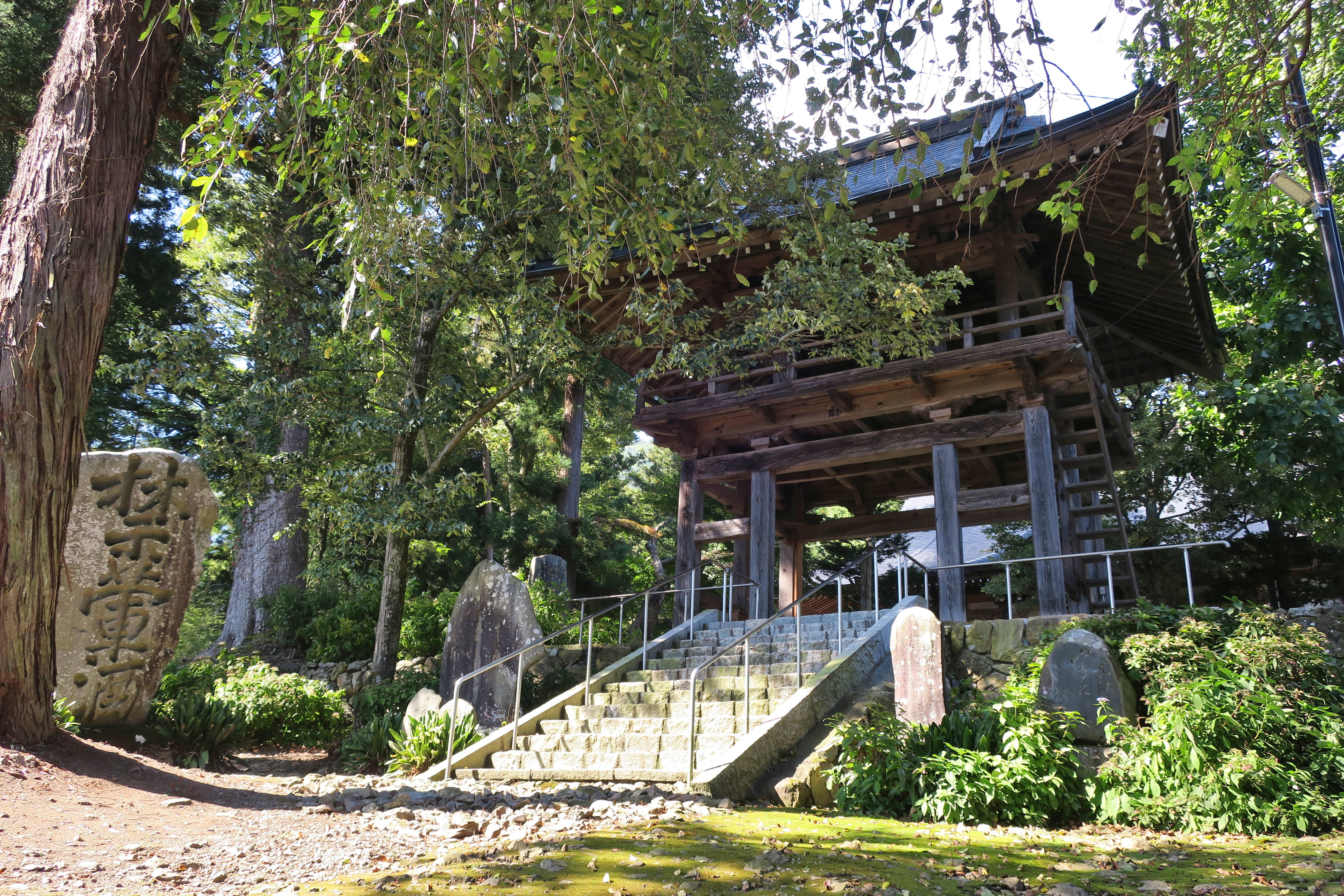
三門と禁葷酒の碑